# Любаня (Лодзинське воєводство)
Любаня (пол. Lubania) — село в Польщі, у гміні Садковиці Равського повіту Лодзинського воєводства.
Населення — 258 осіб (2011).
У 1975-1998 роках село належало до Скерневицького воєводства.

## Демографія
Демографічна структура станом на 31 березня 2011 року: